# 紫賀サヲリ
紫賀 サヲリ（しが さをり）は、漫画家。
もともとはボーイズラブ漫画作品を描いていたが、現在は「絶対恋愛Sweet」およびその増刊「Sweetプチ」（いずれも笠倉出版社）などで、ティーンズラブ漫画作品を執筆している（同人では現在でもボーイズラブ漫画作品を発表してはいる）。
初期には芝沙緒理というペンネームで執筆していた。また、一時期は永城まゆ名義で成人向け漫画も描いていたことがある。
代表作は『エキセントリックLOVER』シリーズ。『月の螺旋』など。